# 田中経一
田中 経一（たなか けいいち、1962年9月30日 - ）は、日本の演出家、小説家。ホームラン製作所の代表取締役。

## 人物
埼玉県出身。立教大学法学部卒業後、1985年4月、日本テレワーク株式会社に入社。
映画などショービジネスの世界を主観を入れずに興行成績などの数字だけで評価する情報番組「マーケティング天国」（1988年 - 1990年）で本格デビュー。その後も「カノッサの屈辱」、「TVブックメーカー」など、フジテレビの深夜番組で注目される。
1992年に日本テレワークを退社。以後、フリーの演出家として「料理の鉄人」や「とんねるずのハンマープライス」など、多くのテレビ番組を手掛けている。1997年2月14日、有限会社フラジャイル（現在の株式会社ホームラン製作所）を設立。
2014年、『麒麟の舌を持つ男』（後に『ラストレシピ〜麒麟の舌の記憶〜』に改題）で小説家デビュー。

## 代表作
- マーケティング天国（フジテレビ / 日本テレワーク、1988年 - 1990年）
- カノッサの屈辱（フジテレビ / 日本テレワーク、1990年4月-1991年3月）
- TVブックメーカー（フジテレビ / 日本テレワーク、1991年4月-1992年3月）
- 5年後（フジテレビ / 日本テレワーク、1992年10月-1993年3月）
- 天国に一番近い病院（フジテレビ / キティ・フィルム、1993年1月）
- 料理の鉄人（フジテレビ / Windie / 日本テレワーク、1993年10月-1999年9月）
- SPITTING IMAGE JAPAN （フジテレビ / 日本テレワーク、「ラスタとんねるず'94」内。1994年4月-9月）
- とんねるずのハンマープライス（関西テレビ / 日本テレワーク、1995年1月-1998年9月）
- 愛のエプロン（テレビ朝日 / メディアネットワーク、1999年10月-2008年3月）
- クイズ$ミリオネア（フジテレビ / Windie / 日本テレワーク、2000年4月-2007年3月）
- VivaVivaV6（フジテレビ、2001年4月-2010年3月）
- 夢の扉 〜NEXT DOOR〜（TBS / ドリマックス）
- 家事場の女王様（毎日放送 / 共同テレビ）
- 芸能人(秘)密着24時!天使が見てる（フジテレビ / NET WEB）
- モクスペ『芸能人6500人完全集計 クイズ!スター大図鑑』（日本テレビ / Windie）
- ほんパラ!関口堂書店（テレビ朝日 / 共同テレビ、2000年4月-2001年9月）
- ケータイ将軍（日本テレビ）
- 魂のワンスプーン（TBS / ジーヤマ）
- 恐怖の食卓（フジテレビ / NET WEB）
- 龍虎飯店（テレビ朝日 / ジーヤマ）
- カスペ!『みのもんたの緊急特番 通帳を守る100の方法』（フジテレビ / Windie）
- 解禁!(秘)ストーリー 〜知られざる真実〜（TBS、2010年10月-2011年3月）
- ゴレンタン（フジテレビ / FCC / ロジック、2011年4月-9月）
- ヒットの泉〜ニッポンの夢ヂカラ!〜（朝日放送 / ジーヤマ、2012年4月-2013年3月）
- 頭脳回転ずしQ兵衛（関西テレビ / トップシーン、2012年10月-12月）
- サタデーバリューフィーバー『熱血!スクールスクープ』（日本テレビ / トップシーン）
- 赤丸!スクープ甲子園（日本テレビ / トップシーン / AX-ON、2013年4月-）
- 有吉弘行のダレトク!?（関西テレビ / クリーク・アンド・リバー社、2013年10月-）
- サンバリュ『行商の巨人〜ニッポンを売り歩け!〜』（日本テレビ / トップシーン、2014年7月-）
- ラストアイドル（テレビ朝日、2017年8月-）
- DRAGON CHEF 2021（テレビ朝日、2021年2月-2021年7月）
- CHEF-1グランプリ2022（テレビ朝日、2022年3月-）

## 著書
- 『麒麟の舌を持つ男』（幻冬舎、2014年）『ラストレシピ～麒麟の舌の記憶～』（幻冬舎文庫、2016年）
- 『歪んだ蝸牛』（幻冬舎、2015年）
- 『龍宮の鍵』（幻冬舎、2016年）
- 『生激撮！』（幻冬舎文庫、2017年）
- 『キッチンコロシアム』（幻冬舎、2017年）
- 『愛を乞う皿』（幻冬舎、2018年）
- 『一線』（幻冬舎、2018年）
- 『逆流』（KADOKAWA、2019年）

## 受賞歴
- 1991年 ATPグランプリ賞受賞 「カノッサの屈辱」（フジテレビ）
- 1993年 ATP優秀賞受賞 「5年後」（フジテレビ）
- 1994年 ATP特別賞受賞 個人賞
- 1994年 国際エミー賞ノミネート 「料理の鉄人」（フジテレビ）
- 1995年 ATPグランプリ賞受賞 「料理の鉄人」（フジテレビ）
- 1995年 国際エミー賞ノミネート 「料理の鉄人」（フジテレビ）